# Voklo
Voklo je naselje v Občini Šenčur.
Staro nemško ime je Hülben in Oberkrain, Gemeinde Sankt Georgen bei Krainburg.  
Voklo je tudi ime počivališča na gorenjskem traktu Avtoceste A2.